# グリセロール1-リン酸
sn-グリセロール1-リン酸（グリセロール1-りんさん、sn-glycerol 1-phosphate）は、リン酸とグリセロールから誘導されたリン酸エステルで、アーキア特異的エーテル型脂質の構成要素の一つである。同等に適切な名前として、グリセロ-1-リン酸(glycero-1-phosphate)、1-O-ホスホノグリセロール(1-O-phosphonoglycerol)、1-ホスホグリセロール(1-phosphoglycerol)がある。また歴史的経緯によりL-グリセロール1-リン酸(L-glycerol 1-phosphate)、D-グリセロール3-リン酸(D-glycerol 3-phosphate)、D-α-グリセロリン酸(D-α-glycerophosphoric acid)とも呼ばれる。

## 生合成と代謝
グリセロール1-リン酸は解糖系の中間代謝物のうち、ジヒドロキシアセトンリン酸(DHAP)がグリセロール-1-リン酸デヒドロゲナーゼによって還元されて生じる。ブドウ糖ではなく、アミノ酸やTCA回路中間体などから糖新生経路を通ってDHAPを作り、同様にグリセロール1-リン酸を得ることもできる。
 + NAD(P)H + H+ →  + NAD(P)+
グリセロール1-リン酸はアーキアのエーテル型脂質新規合成の出発物質であり、細胞質に局在するホスホグリセロールゲラニルゲラニル基転移酵素によってまずsn-3位にゲラニルゲラニル基がつく。ついでsn-2位にもゲラニルゲラニル基がついて不飽和アーキチジン酸となり、各種のエーテル型脂質の生合成へと続く。
 + GGPP → ゲラニルゲラニルグリセロールリン酸 + PPi

## 鏡像異性体
グリセロール1-リン酸の鏡像異性体がグリセロール3-リン酸である。この2つは生体内で区別されており、通常見出されるのはグリセロール3-リン酸だが、アーキアではグリセロール1-リン酸が見出される。